# 喬治埃內斯庫村鄉 (博托沙尼縣)
48°02′N 26°29′E / 48.033°N 26.483°E
喬治埃內斯庫村鄉（羅馬尼亞語：Comuna George Enescu, Botoșani），是羅馬尼亞的鄉份，位於該國東北部，由博托沙尼縣負責管轄，面積59平方公里，海拔高度226米，2007年人口3,605，人口密度每平方公里61人。